# Свети Георги (Литохоро)
Вижте пояснителната страница за други значения на Свети Георги.
„Свети Георги“ (на гръцки: Aγίου Γεωργίου) е православна църква край Литохоро, Егейска Македония, Гърция, част от Китроската, Катеринска и Платамонска епархия. В архитектурно отношение представлява еднокорабна базилика, с вградени арки на юг и осево разположена камбанария. Според ктиторския надпис храмът е построен в 1909 година, но вероятно е по-стар, тъй като царските двери и иконите на иконостаса са от 1878 и 1879 година. В 1995 година храмът е обявен за защитен паметник на културата.